# Vuelta al País Vasco 1973
La XIII Vuelta al País Vasco o XXII Bicicleta Eibarresa, disputada entre el 9 de abril y el 13 de abril de 1973, estaba dividida en 5 etapas para un total de 824 km, pero se disputaron 4 con 639 km, tras la suspensión de la segunda etapa, la reina de la edición, dado la tremenda nevada que impidió el paso de los quitanieves en el puerto de Urkiola.
En esta edición únicamente participaron 3 equipos españoles, Kas, La Casera y Monteverde, más el francés del Bic y el portugués del Coelima, con un total de 50 participantes de los finalizaron 37 de ellos. 
El vencedor final fue el as español de la época Luis Ocaña, que lograría así la segunda de sus dos victorias en esta prueba que sumaría a lo largo de su carrera.

## Etapas
| Etapa              | Fecha    | Recorrido             | km  | Vencedor de la Etapa | Líder de la general |
| ------------------ | -------- | --------------------- | --- | -------------------- | ------------------- |
| 1ª etapa           | 09/04/73 | Éibar - Durango       | 163 | Julián Cuevas        | Julián Cuevas       |
| 2ª etapa           | 10/04/73 | Durango - Munguía     | 185 | Suspendida           | Julián Cuevas       |
| 3ª etapa           | 11/04/73 | Vitoria - Pamplona    | 152 | Domingo Perurena     | Domingo Perurena    |
| 4ª etapa (1º Sec.) | 12/04/73 | Pamplona - Lecumberri | 110 | Javier Elorriaga     | Domingo Perurena    |
| 4ª etapa (2º Sec.) | 12/04/73 | Lecumberri - Tolosa   | 33  | Luis Ocaña           | Luis Ocaña          |
| 5ª etapa           | 13/04/73 | Tolosa - Éibar        | 181 | Domingo Perurena     | Luis Ocaña          |

## Clasificaciones
| \| 1. \| Luis Ocaña \| BIC \| 17h 46' 21s \| \| 2. \| José Antonio González Linares \| KAS \| a 40s \| \| 3. \| Domingo Perurena \| KAS \| a 1' 43s \| \| 4. \| José Pesarrodona \| KAS \| a 3' 38s \| \| 5. \| Jesús Manzaneque \| LCA \| a 4' 21s \| \| 6. \| Juan Zurano \| LCA \| a 4' 50s \| \| 7. \| Ventura Díaz \| MON \| a 5' 16s \| \| 8. \| Julián Cuevas \| LCA \| a 5' 55s \| \| 9. \| José Luis Uribezubia \| KAS \| a 6' 22s \| \| 10. \| Gonzalo Aja \| KAS \| a 6' 26s \| |                               |     |             |
| 1. | Luis Ocaña                    | BIC | 17h 46' 21s |
| 2. | José Antonio González Linares | KAS | a 40s       |
| 3. | Domingo Perurena              | KAS | a 1' 43s    |
| 4. | José Pesarrodona              | KAS | a 3' 38s    |
| 5. | Jesús Manzaneque              | LCA | a 4' 21s    |
| 6. | Juan Zurano                   | LCA | a 4' 50s    |
| 7. | Ventura Díaz                  | MON | a 5' 16s    |
| 8. | Julián Cuevas                 | LCA | a 5' 55s    |
| 9. | José Luis Uribezubia          | KAS | a 6' 22s    |
| 10. | Gonzalo Aja                   | KAS | a 6' 26s    |

| \| 1. \| Domingo Perurena \| KAS \| 8 puntos \| \| \| 2. \| Luis Ocaña \| BIC \| 18 puntos \| \| \| 3. \| Julián Cuevas \| LCA \| 23 puntos \| \| |                  |     |           |  |
| 1. | Domingo Perurena | KAS | 8 puntos  |  |
| 2. | Luis Ocaña       | BIC | 18 puntos |  |
| 3. | Julián Cuevas    | LCA | 23 puntos |  |

| \| 1. \| Pedro Torres \| LCA \| 41 puntos \| \| \| 2. \| Luis Ocaña \| BIC \| 30 puntos \| \| \| 3. \| Andrés Oliva \| LCA \| 29 puntos \| \| |              |     |           |  |
| 1. | Pedro Torres | LCA | 41 puntos |  |
| 2. | Luis Ocaña   | BIC | 30 puntos |  |
| 3. | Andrés Oliva | LCA | 29 puntos |  |

| \| 1. \| Kas \| 53h 24' 24s \| \| \| 2. \| La Casera \| a 7' 59s \| \| \| 3. \| Monteverde \| a 17' 03s \| \| \| 4. \| Bic \| a 23' 32s \| \| \| 5. \| Coelima \| a 24' 11s \| \| |            |             |  |
| 1. | Kas        | 53h 24' 24s |  |
| 2. | La Casera  | a 7' 59s    |  |
| 3. | Monteverde | a 17' 03s   |  |
| 4. | Bic        | a 23' 32s   |  |
| 5. | Coelima    | a 24' 11s   |  |